# Liste von Persönlichkeiten aus Verscio
Diese Liste enthält in Verscio geborene Persönlichkeiten und solche, die in Verscio ihren Wirkungskreis hatten, ohne dort geboren zu sein. Die Liste erhebt keinen Anspruch auf Vollständigkeit.

## Persönlichkeiten
(Sortierung nach Geburtsjahr)
- Familie Leone/i. 
  - Angelo Joannes Leoni (* um 1550 in Verscio; † 1591 ebenda), Geistlicher, Pfarrer von Verscio von 1578 bis 1591[1]
  - Bartolomeo Leone (* um 1700 in Verscio; † 24. Dezember 1767 ebenda), Priester, Pfarrer von Cerentino, apostolischer Protonotar, baute die Pfarrkirche von Verscio und machte Vermächtnisse zu Gunsten von Pfarrei und Gemeinde[2]
  - Amedeo Leoni (* 2. Februar 1857 in Verscio; † 8. März 1887 ebenda), Priester, Professor und Schulinspektor[3]
  - Giacomo Francesco Leoni (* 4. November 1669 in Vescio; † 11. August 1753 ebenda), Geistlicher, Pfarrer von Verscio von 1693 bis 1735, Förderer des neuen Glockenturms[3]
  - Giuseppe Antonio Leoni (* 29. August 1708 in Verscio; † 24. Dezember 1767 ebenda), Geistlicher, Pfarrer von Verscio von 1736 bis 1767, Förderer des Baus der neuen Kirche[3] (mit Bild)
  - Ubaldo Leoni (* 19. August 1726 in Verscio; † 6. Februar 1797 ebenda), Geistlicher, Pfarrer von Verscio von 1767 bis 1797[3]
  - Giacinto Leoni (* 6. April 1772 in Verscio; † 9. Oktober 1841 ebenda), Geistlicher, Pfarrer von Verscio von 1797 bis 1805, ehemaliger Pfarrer von Maggia (ehemalige Gemeinde) und Gordevio, tessiner Großrat, Abgeordneter von 1813 bis 1834[4]
  - Giacomo Leoni (* 1785 in Verscio; † 1873 ebenda), Politiker, tessiner Grossrat von 1830 bis 1834[5]
  - Gianetto Leoni (* um 1870 ? in Verscio; † nach 1923 ebenda), Politiker, tessiner Grossrat von 1922 bis 1923[6]

- Giovanni Pietro Ardizio (* 1627; † 3. Oktober 1690 in Verscio), Geistlicher, Pfarrer von Verscio von 1644 bis 1690[7]

- Familie Franci. 
  - Antonio Franci (* 1809 in Verscio; † 1879 ebenda), Politiker, Tessiner Grossrat von 1846 bis 1879[8]
  - Giuseppe Franci (* 1822 in Verscio; † 1902 ebenda), Politiker, Tessiner Grossrat von 1859 bis 1863[9]
  - Giovanni Andrea Franci (* 8. Juli 1831 in Verscio; † 27. Juni 1892 ebenda), Priester, Pfarrer von Tegna von 1866 bis 1874[10]
  - Clemente Franci (* 1840 ? in Verscio; † nach 1889 ebenda), Rechtsanwalt, Politiker, tessiner Grossrat von 1885 bis 1889[11]

- Familie Cavalli. 
  - Francesco Cavalli (* 1781 in Verscio; † 14. Mai 1851 ebenda), Sohn von Isidoro, Politiker, tessiner Grossrat im Jahr 1839[12]
  - Beniamino Cavalli (* 24. Juni 1841 in Verscio; † 6. März 1913 ebenda), Politiker, tessiner Grossrat von 1901 bis 1913[13]
  - Massimo Cavalli (* 1871 in Verscio; † 1944 ebenda), Politiker, tessiner Grossrat von 1921 bis 1923[14]
  - Giovanni Cavalli (* 27. August 1904 in Verscio; † 21. Juni 1975 ebenda); Geistlicher, Pfarrer von Campo (Vallemaggia) und Moghegno[15]
  - Massimo Cavalli (1930–2017), Kunstmaler, Stecher; er wohnte in Massagno
  - Franco Cavalli (1942), Schweizer Arzt und Politiker
  - Francesco (Cick) Cavalli (* 1. Februar 1944 in Verscio; † 13. Juli 2024 in Bellinzona), Dozent im Lehrerseminar und Lyzeum von Locarno, kantonaler Expert für die Mathematikunterrichtung, Politiker, Sozialdemokratische Partei der Schweiz (PS), Tessiner Grossrat[16][17]

- Giovanni Battista Monaco (* 12. Dezember 1856 in Verscio; † 1938 in San Francisco), Photograph[18]
- Pio Meneghelli (* 1861 in Sonvico; † 18. Juli 1912 in Locarno), Priester, Pfarrer von Verscio, Lokalhistoriker, Autor: Le pergamene di Sonvico. In: Bollettino Storico della Svizzera Italiana. Nr. 34, 1912, S. 21–34.[19]
- Giuseppe Antonio Nichelini (* 22. November 1862 in Verscio; † 12. November 1937 in St. Helena (Kalifornien)), Unternehmer, Gründer der Nichelini Winery[20]
- Jakob Bührer (* 8. November 1882 in Zürich; † 22. November 1975 in Locarno), Schweizer Journalist, Schriftsteller; wohnte in Verscio[21][22]
- Carlo Zanda (* 2. Februar 1886 in Livorno; † 11. Februar 1971 in Intragna), aus Verscio, freier Publizist, Erzähler, Autor[23]
- Cesare Mazza (1889–1953), Politiker, Journalist, Tessiner Grossrat und Staatsrat
- Léo Maillet (1902–1990), Maler und Radierer
- Agostino Robertini (* 13. Oktober 1904 in Giornico; † 21. Dezember 1988 in Intragna TI), Priester, Pfarrer von Tremona und Verscio, Kunstprofessor und Historiker,[24] Ehrenkanoniker der Kathedrale San Lorenzo (Lugano), Autor[25] Er wurde im Friedhof von Verscio bestattet[26]
- Mario Barzaghini (1921–2009), Journalist, Dichter, Filmkritiker und Schriftsteller
- Friedrich Reinhard Brüderlin (* 23. August 1919 in Basel; † 1. Dezember 2009 in Verscio), Bildhauer und Kunstmaler[27][28]
- Sergio Salvioni (1927–2017), aus Lugano, Anwalt und Notar, Politiker (FDP.Die Liberalen), Grossrat, Nationalrat und Ständerat; er wohnte in Verscio.
- Dimitri (1935–2016), Clown
- Ceslao Sutor (* 29. September 1957), Geistlicher, Vikar in Agno, Pfarrer in Loco und dann in Terre di Pedemonte seit 2009[29][30]